# Mercedes-Benz M159
Il Mercedes-Benz M159 è un motore a combustione interna, a ciclo Otto, con un frazionamento 8 cilindri a V, prodotto dal 2009 al 2014 dalla AMG, reparto sportivo della Casa madre Mercedes-Benz, che l'ha utilizzato su alcuni dei suoi modelli più sportivi.

## Profilo e caratteristiche

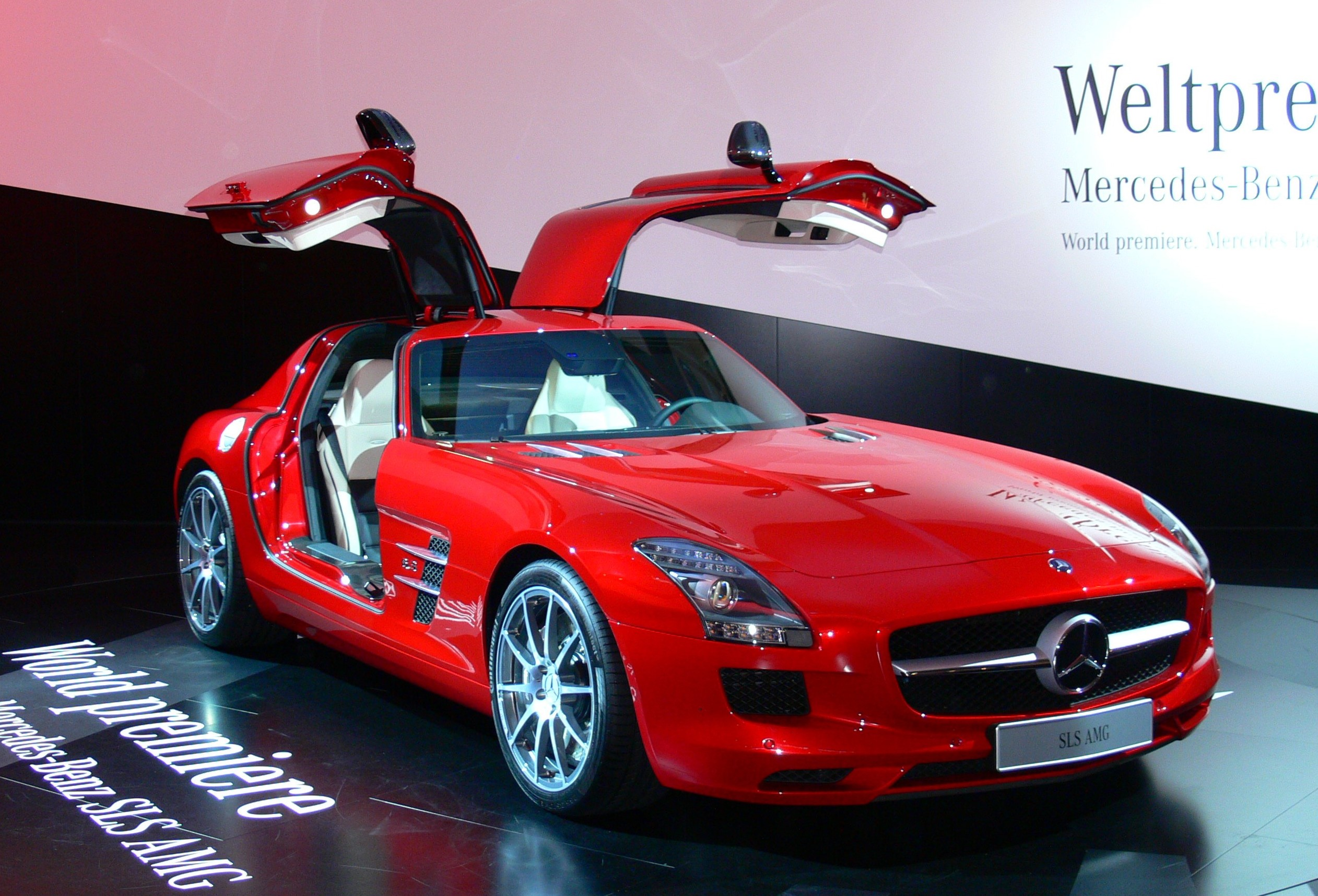
La Mercedes-Benz SLS monta il motore M159

Il motore M159 è un propulsore strettamente imparentato con il V8 M156 da 6,2 litri di cilindrata, un motore che a suo tempo, nelle varianti più spinte, è stato il V8 aspirato per autovetture di serie più potente al mondo ed utilizzato nelle versioni AMG di molti dei modelli della gamma Mercedes-Benz. Infatti, il motore M156 è stato il primo motore interamente progettato e costruito dalla azienda di Affalterbach, storicamente il reparto sportivo della Casa con la "stella a tre punte".

Per equipaggiare la sportiva Mercedes-Benz, ossia la SLS AMG, la Casa di Stoccarda è quindi ricorsa nuovamente alla AMG, che essendo già stata l'autrice del motore M156, avrebbe saputo sicuramente trovare il modo di sfruttarne appieno le potenzialità.

Il nuovo motore che ne è derivato, siglato appunto M159, vanta soluzioni tecniche di rilievo, in grado di surclassare nettamente anche le più spinte varianti del già assai poderoso V8 M156 da cui deriva.
Innanzitutto, del motore M156 sono state mantenute le principali caratteristiche fondamentali, vale a dire:
- architettura di tipo V8 superquadro;
- angolo di 90° tra le due bancate;
- alesaggio e corsa: 102,2x94,6 mm;
- cilindrata: 6208 cm³;
- rapporto di compressione: 11.3;
- collettore di aspirazione a geometria variabile;
- alimentazione ad iniezione elettronica;
- albero a gomiti su 5 supporti di banco.

Anche altre caratteristiche hanno mantenuto la stessa impostazione generale, ma sono state riviste in funzione delle maggiori prestazioni richieste. Lo schema della distribuzione, è sempre del tipo bialbero in testa con punterie a bicchierino e fasatura variabile su aspirazione e scarico, ma è stato profondamente rivisto in modo da ottimizzare il riempimento dei cilindri ed una più completa fase di scarico. Il sistema di fasatura variabile permette ai quattro assi a camme (due per bancata) di variare la loro posizione angolare entro un intervallo di 42°. 

I collettori di aspirazione sono in lega di magnesio e sono stati progettati per ottenere un flusso ottimizzato, anche questo un aspetto importante che contribuisce al riempimento delle camere di combustione. Allo stesso modo del riempimento è importante per un motore avere il miglior scarico possibile di gas combusti, specie per un motore ad alte prestazioni come l'M159, ed allora ecco che anche i collettori di scarico sono stati rivisti per ridurre la contropressione e migliorare la gasdinamica del flusso in uscita. La loro configurazione del tipo 4-2-1 permette una migliore risposta ai bassi regimi. Le emissioni inquinanti sono ridotte da due coppie di catalizzatori.

Sia il monoblocco che le testate sono stati realizzati in una lega di alluminio e silicio che si rivela assai leggera e resistente, più leggera del V8 in alluminio del motore M156. A ciò ha contribuito anche l'eliminazione delle canne cilindri: l'attrito all'interno dei cilindri viene fortemente limitato grazie all'applicazione di un rivestimento ottenuto mediante una tecnica chiamata twin wire arc spraying. All'interno del monoblocco, sono stati montati otto pistoni forgiati più leggeri di quelli ottenuti per fusione e montati sul V8 M156. In questo modo, il motore M159 riesce a contenere il proprio peso in 205 kg.

Completa il quadro la lubrificazione a carter secco anziché a carter umido, in modo da poter abbassare il baricentro della vettura.

L'elettronica di gestione è affidata ad una centralina Bosch ME 9.7.
Le prestazioni del motore M159 sono notevoli: ha una potenza massima di 571 CV a 6800 giri/min, è attualmente il V8 aspirato per autovetture di serie più potente in commercio. Per un solo CV di differenza riesce a superare anche il V8 della Ferrari 458 Italia, la cui cilindrata è però minore, essendo un 4,5 litri. Il motore della Ferrari 458 Italia vanta un più alto livello di potenza specifica (126,66 CV/litro).
Quanto a coppia motrice, M159  eroga fino a 650 Nm a 4750 giri/min.
Dal 2012 hanno cominciato ad apparire due varianti ancora più performanti di questo notevole propulsore, varianti destinate ad equipaggiare altre due particolari versioni della SLS AMG: la prima variante eroga una potenza massima di 591 CV a 6800 giri/min con coppia massima invariata rispetto alla configurazione originaria. La seconda variante è stata portata addirittura a 631 CV a 7400 giri/min, con un picco di coppia pari a 635 Nm a 5500 giri/min. Queste due varianti motoristiche sono state montate rispettivamente sulla Mercedes-Benz SLS AMG GT (sia coupé che roadster), prodotta a partire dall'ottobre 2012, e sulla Mercedes-Benz SLS AMG Black Series, prevista nel giugno del 2013 ma già ordinabile da aprile.
Nel 2014, con l'uscita dai listini della SLS AMG, anche questo motore ha cessato di essere prodotto.